# Avigdor Kara
Avigdor ben Jicchak Kara (též Karo; hebrejsky אביגדר בן יצחק קרא‎, konec 14. století, Řezno - 25. dubna 1439, Praha) byl pražský rabín a básník.

## Život a dílo
O životě Avigdora Kary je známo jen velmi málo údajů. Roku 1389 se stal snad svědkem a jedním z mála přeživších velkého velikonočního pogromu o posledním dnu svátku Pesach (18. dubna), při kterém byla vyvražděna téměř celá židovská populace Prahy. Na paměť tohoto pogromu napsal slavnou elegii Et kol ha-tela’a („Všechno to neštěstí“ nebo „protivenství“), která se čte vždy ve Staronové synagoze na Jom kipur.
Kolem roku 1413 je doložen ve funkci rabínského soudce v Praze.
Avigdor Kara byl ve své době jedním z autorů, který se věnoval i teologické polemice s autory křesťanskými. Jeho argumenty pravděpodobně ovlivnily i názory M. Jana Husa a jeho pokračovatelů.
Kara se rovněž věnoval i židovské mystice, jeho kabalistické spisy a komentáře (Kodeš hilulim) jsou zachovány pouze v rukopisné podobě.
Kromě výše zmíněné elegie a komentářů se stal autorem řady liturgických textů a básní (pijutů).

## Náhrobek
Kromě svého díla se Avigdor Kara stal známým také díky svému náhrobku z roku 1439, který je nejstarším náhrobkem nalezeným na pražském starém židovském hřbitově na pražském Josefově. Originál náhrobku je uložen v expozici v Maiselově synagoze, na jeho původním místě stojí faksimile zhotovená v roce 1981.